# Дойбаны-2
Дойба́ны-2 — село в Дубоссарском районе непризнанной Приднестровской Молдавской Республики. Вместе с сёлами Дойбаны-1 и Койково входит в состав Дойбанского сельсовета.
Основано в 1928 году выходцами из села Дойбаны.